# Max Seeck
Max Seeck (1985, Helsinque) é um escritor finlandês, produtor e diretor de filmes, e roteirista. É um autor best-seller publicado em mais de 40 países. Ele já entrou na lista de best-sellers do New York Times.

## Biografia
Max Seeck é um dos mais reconhecidos e bem-sucedidos autores do novo noir finlandês. Ele é um leitor ávido de livros policiais nórdicos e durante o processo de escrita, não dispensa no seu procedimento a pesquisa meticulosa e a escuta de bandas sonoras de filmes.
O finlandês é a língua materna de Max Seeck, que também é fluente em inglês e alemão. Trabalhou em vendas e marketing mas hoje dedica-se a tempo inteiro à sua grande paixão, a escrita.
Ele mora com a esposa e filho perto de Helsinque.

## Prémio
Em 2016 ganhou o prémio de Thriller de Estreia da Finish Whodunnit Society.

## Filmografia
- Swingers (2018) um dos produtores do filme.[5]
- Täydellinen joulu (2019) um dos produtores do filme.[5]
- The Knocking (2022) Ele escreveu e dirigiu o filme em colaboração com Joonas Pajunen.[6] (Wikipédia em inglês)

### Série do Daniel Kuisma
- Hammurabin enkelit (2016)
- Mefiston kosketus (2017)
- Haadeksen kutsu (2018)

### Série da Jessica Niemi
- Uskollinen lukija (2019) em Portugal: O Caçador de Bruxas (Bertrand Editora, 2021)
- Pahan verkko (2020) em Portugal: A Irmandade do Gelo (Bertrand Editora, 2023)
- Kauna (2021)
- Loukko (2022)